# دوجرلاند

خريطة توضح المدى الافتراضي لـ Doggerland (حوالي 10000 قبل الميلاد) ، والتي ربطت بين بريطانيا العظمى وقارة أوروبا

دوجرلاند (بالإنجليزية: Doggerland) عبارة عن مساحة من الأرض، مغمورة الآن تحت بحر الشمال، والتي كانت تربط بريطانيا بأوروبا. غمرها ارتفاع منسوب مياه البحر حوالي 6500-6200 قبل الميلاد. تُعرف الأرض التي غمرتها المياه باسم Dogger Littoral. أشارت المسوحات الجيولوجية إلى أنها امتدت من الساحل الشرقي لبريطانيا العظمى الآن إلى ما يعرف الآن بهولندا والساحل الغربي لألمانيا وشبه جزيرة جوتلاند الدنماركية. من المحتمل أنها كانت موطنًا غنيًا بالسكنى البشري في العصر الميزوليتي،  على الرغم من ارتفاع مستوى سطح البحر تدريجيًا إلى جزر منخفضة قبل غمرها الأخير، ربما بعد تسونامي الناجم عن Storegga Slide. تم تسمية Doggerland على اسم بنك Dogger ، والذي سمي بدوره على اسم قوارب الصيد الهولندية التي تعود إلى القرن السابع عشر والتي تسمى Doggers .
تم تحديد الإمكانات الأثرية للمنطقة لأول مرة في أوائل القرن العشرين، وازداد الاهتمام في عام 1931 عندما قامت سفينة صيد تعمل شرق The Wash بسحب نقطة شائكة للقرن تم تأريخها لاحقًا إلى وقت كانت المنطقة فيه التندرا. ومنذ ذلك الحين، جرّت السفن بقايا الماموث والأسود وحيوانات أخرى، وبعض الأدوات والأسلحة التي تعود إلى عصور ما قبل التاريخ.
اعتبارًا من عام 2020، تواصل الفرق الدولية التحقيق لمدة عامين في المناظر الطبيعية المغمورة في Doggerland باستخدام التقنيات الجيوفيزيائية القديمة والتقليدية والمحاكاة الحاسوبية والبيولوجيا الجزيئية. تسمح الأدلة التي تم جمعها بدراسة البيئات السابقة، والتغير البيئي، والانتقال البشري من مجتمعات الصيادين إلى المجتمعات الزراعية.

## التشكيل - التكوين

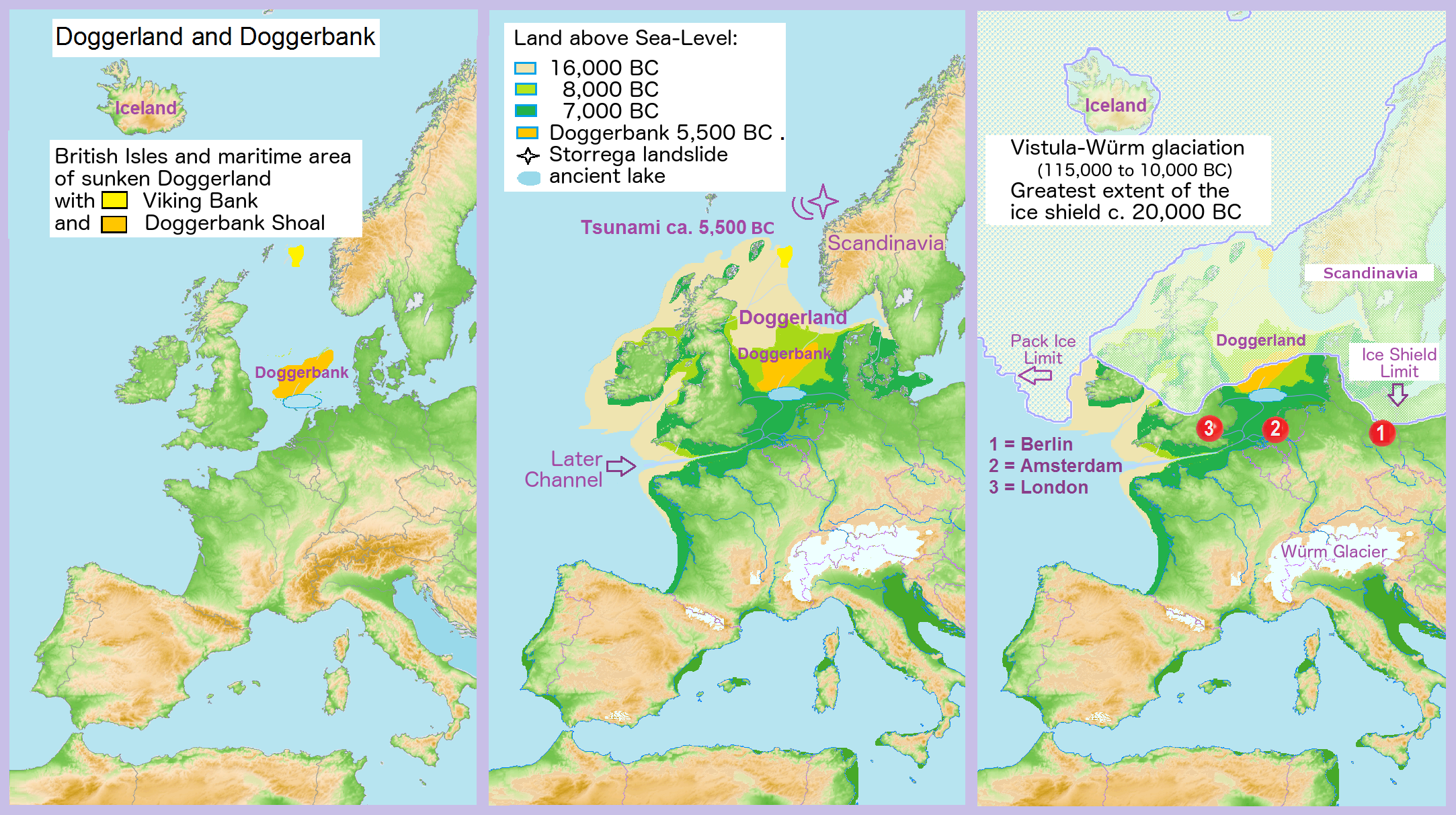
خريطة توضح الامتداد الافتراضي لـ Doggerland من الآن إلى التجلد Weichselian

حتى منتصف العصر البليستوسيني، كانت بريطانيا العظمى شبه جزيرة في أوروبا، متصلة بالطباشير الضخم ويلد-أرتوا أنتيكلاين عبر مضيق دوفر. خلال فترة التجلد الأنجلي، قبل حوالي 450.000 سنة، ملأت طبقة جليدية معظم بحر الشمال، ببحيرة جليدية كبيرة في الجزء الجنوبي يغذيها نهر الراين، ونهر شيلدت والتايمز . أدى الفيضان الكارثي لهذه البحيرة إلى نحت قناة عبر الخط المنحني، مما أدى إلى تكوين نهر القنال، الذي حمل مياه نهر الراين ونهر شيلدت والتايمز إلى المحيط الأطلسي. من المحتمل أن يكون هذا قد خلق إمكانية عزل بريطانيا العظمى عن القارة خلال فترات ارتفاع مستوى سطح البحر، على الرغم من أن بعض العلماء يجادلون بأن الكسر النهائي لم يحدث حتى فاضت بحيرة سدود جليدية ثانية خلال MIS 8 أو MIS6 الجليدية، حوالي 340.000 أو منذ 240,000 سنة.
خلال فترة التجلد الأخير في Last Glacial Maximum ، والتي انتهت منذ حوالي 18000 عام، كان بحر الشمال ومعظم الجزر البريطانية مغطى بالجليد الجليدي، وكان مستوى سطح البحر حوالي 120 متر (390 قدم) أقل. أصبح المناخ لاحقًا أكثر دفئًا، وخلال العصر الجليدي الأخير الأقصى، حوالي 12000 قبل الميلاد، كانت بريطانيا العظمى، وكذلك جزء كبير من بحر الشمال والقناة الإنجليزية، مساحة من التندرا المنخفضة.
تشير الأدلة، بما في ذلك ملامح قاع البحر الحالي، إلى أنه بعد العصر الجليدي الرئيسي الأول، امتد مستجمعات المياه بين بحر الشمال والقناة الإنجليزية شرقًا من شرق أنجليا، ثم إلى الجنوب الشرقي إلى خطاف هولندا، بدلاً من عبر مضيق دوفر. وانضم نهر السين والتايمز والميوز وشيلدت والراين إلى الغرب على طول القناة الإنجليزية ونهر بطيء قبل أن يصل في النهاية إلى المحيط الأطلسي. في حوالي 10000 قبل الميلاد، كانت المنطقة الساحلية المواجهة للشمال في Doggerland تحتوي على خط ساحلي من البحيرات والمستنقعات المالحة والسهول الطينية والشواطئ بالإضافة إلى الجداول والأنهار والمستنقعات والبحيرات الداخلية. ربما كانت أغنى مناطق الصيد والطيور وصيد الأسماك في أوروبا في العصر الحجري الوسيط.
تم العثور على نظام نهر كبير من خلال مسح زلزالي ثلاثي الأبعاد، أجراه مشروع برمنغهام "North Sea Palaeolandscapes Project"، والذي أدى إلى تجفيف الجزء الجنوبي الشرقي من منطقة تل Dogger Bank في الطرف الشرقي من بحيرة أوتر سيلفر بيت. سمي نهر شوتون باسم عالم الجيولوجيا في برمنغهام فريدريك ويليام شوتون.

## اختفاء

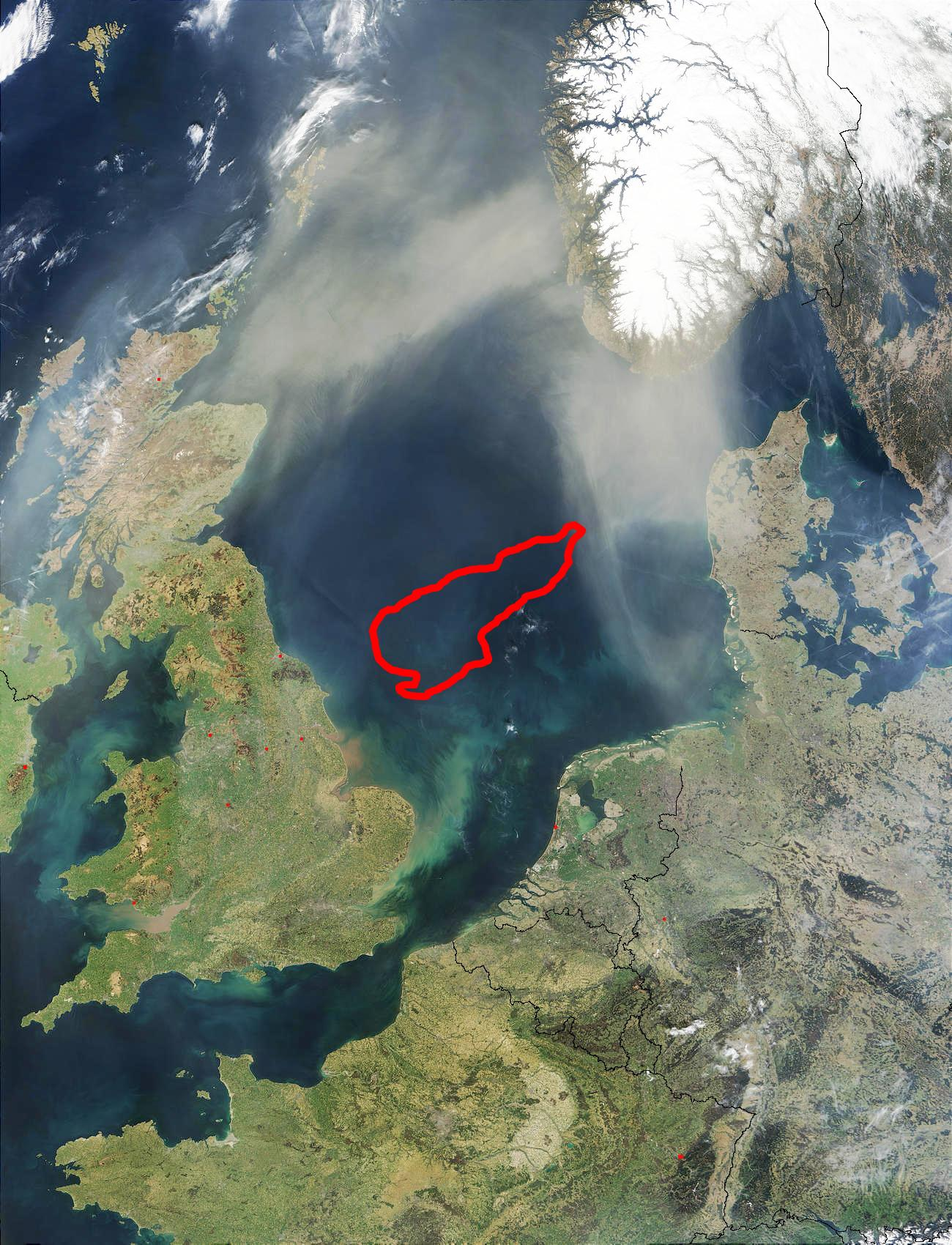
يشير الخط الأحمر إلى بنك Dogger ، وهو على الأرجح عبارة عن ركام تشكل في العصر الجليدي.

مع ذوبان الجليد في نهاية الفترة الجليدية الأخيرة من العصر الجليدي الحالي، ارتفعت مستويات سطح البحر وبدأت الأرض تميل في تعديل متوازنة مع انخفاض الوزن الهائل للجليد. غُمرت مياه دوجغيرلاند في النهاية، مما أدى إلى قطع شبه الجزيرة البريطانية عن البر الرئيسي الأوروبي بنحو 6500 قبل الميلاد. ظل دوجر بنك، وهي منطقة مرتفعة في دوجرلاند، جزيرة حتى 5000 على الأقل قبل الميلاد. يُعتقد الآن أن المراحل الرئيسية قد تضمنت التطور التدريجي لخليج المد والجزر الكبير بين شرق إنجلترا وبنك دوجر بحلول عام 9000 قبل الميلاد وارتفاع مستوى سطح البحر بسرعة بعد ذلك، مما أدى إلى تحول بنك دوجر إلى جزيرة وانفصال بريطانيا فعليًا عن القارة.
تشير فرضية حديثة إلى أن حوالي 6200 قبل الميلاد، غمرت المياه الكثير من الأراضي الساحلية المتبقية بسبب تسونامي الناجم عن انهيار أرضي تحت سطح البحر قبالة سواحل النرويج المعروف باسم Storegga Slide . يشير هذا إلى «أن تسونامي Storegga Slide كان من الممكن أن يكون له تأثير كارثي على سكان العصر الحجري الوسيط الساحلي المعاصر. . . أخيرًا انفصلت بريطانيا عن القارة ومن الناحية الثقافية، فإن العصر الحجري الوسيط هناك يسلك طريقه الخاص». أشارت دراسة نُشرت في عام 2014 إلى أن الأجزاء الوحيدة المتبقية من دوجرلاند في وقت Storegga Slide كانت جزر منخفضة، لكنها أيدت وجهة النظر القائلة بأن المنطقة قد هُجرت في نفس وقت تسونامي تقريبًا.
تتكهن وجهة نظر أخرى بأن تسونامي Storegga قد دمر دوجرلاند، ولكنه انحسر مرة أخرى في البحر، وأن بحيرة Agassiz لاحقًا (في أمريكا الشمالية) انفجرت، وأطلقت الكثير من المياه العذبة، مما أدى إلى ارتفاع مستويات سطح البحر على مدار عامين تقريبًا لإغراق الكثير من Doggerland وجعلها بريطانيا العظمى جزيرة. يشير الاختلاف في توزيع الصفائح المكسورة بين الأجزاء السفلية والمرتفعة من المنطقة أيضًا إلى بقاء الأرض بعد تسونامي ستوريجا.

## الاكتشاف والتحقيق من قبل علماء الآثار

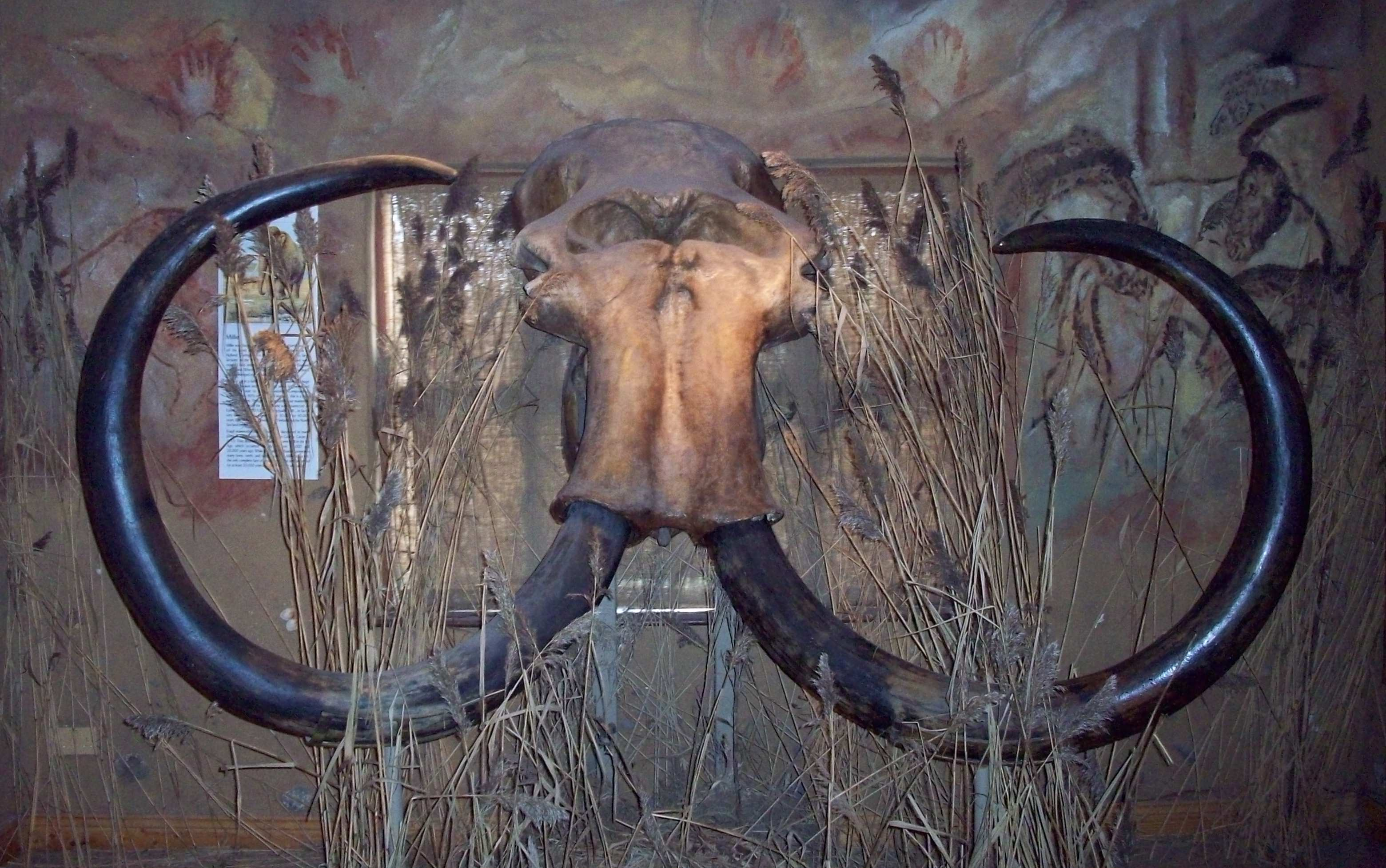
جمجمة ماموث صوفية اكتشفها صيادون في بحر الشمال ، في متحف سلتيك وما قبل التاريخ، أيرلندا

تأسس وجود ما يعرف الآن باسم Doggerland في أواخر القرن التاسع عشر. أشار HG Wells إلى المفهوم في «قصة من العصر الحجري» (1897)، والذي تدور أحداثه في «وقت كان يمكن للمرء أن يسير فيه جافًا من فرنسا (كما نسميها الآن) إلى إنجلترا، وعندما يكون واسعًا وبطيئًا كان نهر التايمز يتدفق عبر مستنقعاته ليلتقي بأبيه نهر الراين، ويتدفق عبر بلد واسع ومستوي تحت الماء في هذه الأيام الأخيرة، والذي نعرفه باسم بحر الشمال. . . . قبل خمسين ألف سنة مضت، كانت خمسون ألف سنة إذا كانت حسابات الجيولوجيين صحيحة»، على الرغم من أن معظم الأحداث تحدث فيما يعرف الآن بساري وكينت، ولكنها تمتد إلى دوجرلاند.
تمت دراسة بقايا النباتات التي تم إحضارها إلى السطح من دوجر بانك في عام 1913 من قبل كليمان ريد، كما تم العثور على بقايا حيوانات وصوان من العصر الحجري الحديث. ناقش عالم التشريح السير آرثر كيث في كتابه The Antiquity of Man of 1915 الإمكانات الأثرية للمنطقة. في عام 1931، قامت سفينة الصيد Colinda بسحب قطعة من الخث أثناء الصيد بالقرب من ضفة أوير، 25 ميل (40 كـم) شرق نورفولك. تم العثور على الخث يحتوي على نقطة قرن الوعل الشائكة، ربما تستخدم كحربة أو رمح سمكة، 8.5 بوصة (220 مـم) طويلة، والتي يرجع تاريخها إلى ما بين 4000 و 10000 قبل الميلاد عندما كانت المنطقة تندرا.
تم تنشيط الاهتمام في التسعينيات من قبل بريوني كولز، الذي أطلق على المنطقة اسم «دوجرلاند» على اسم البنوك الكبرى في جنوب بحر الشمال  - وأنتج خرائط تخمينية للمنطقة. على الرغم من إدراكها أن التضاريس الحالية لقاع بحر الشمال الجنوبي ليست دليلاً سليماً لتضاريس دوجرلاند،  بدأت هذه التضاريس مؤخرًا في إعادة بنائها بشكل أكثر موثوقية باستخدام بيانات المسح الزلزالي التي تم الحصول عليها من التنقيب عن النفط. بين عامي 2003 و 2007، قام فريق في جامعة برمنغهام بقيادة فينس جافني وكين طومسون بتعيين حوالي 23,000 كيلومتر مربع (8,900 ميل2) لمشهد الهولوسين المبكر، باستخدام البيانات الزلزالية المقدمة للبحث من قبل شركة بتروليوم جيو سيرفيسز، كجزء من عمل مشروع جامعة برمنغهام نورث سي باليولاندسكيبس. تم نشر نتائج هذه الدراسة كدراسة فنية وكتاب مشهور عن تاريخ وعلم آثار دوجرلاند. تم إعطاء أسماء لبعض معالمها: «العمود الفقري» لنظام من الكثبان الرملية فوق «نهر شوتون» الواسع، منطقة المرتفعات من «دوجر بانك»، حوض يقع بين ضفتين رمليتين ضخمتين يسمى «الحفرة الفضية الخارجية».

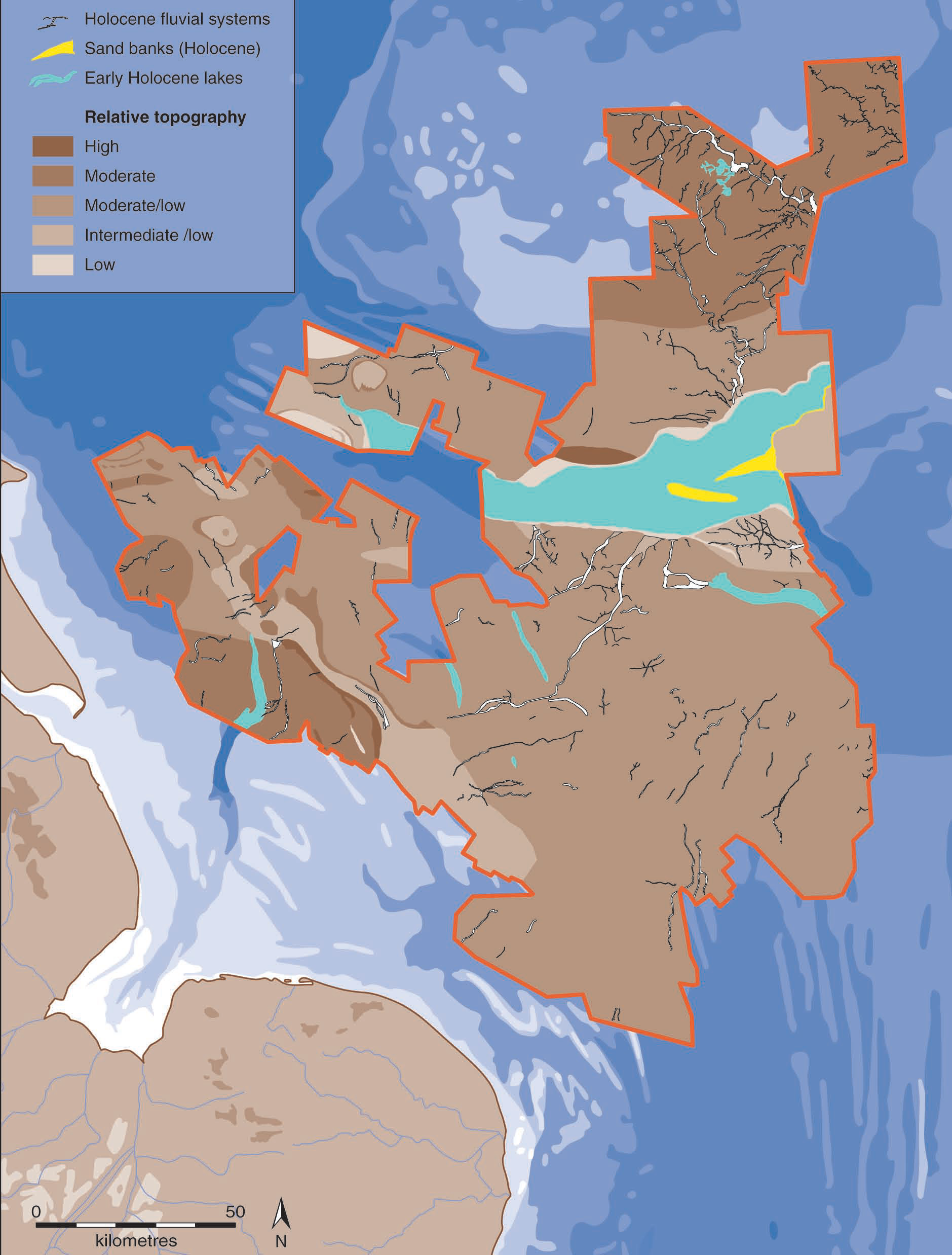
ميزات المناظر الطبيعية المبكرة للهولوسين التي رسمها مشروع بحر الشمال Palaeolandscapes

تم العثور على جزء من جمجمة إنسان نياندرتال، يعود تاريخه إلى أكثر من 40.000 عام، من المواد التي تم تجريفها من Middeldiep ، حوالي 10 ميل (16 كـم) قبالة ساحل زيلاند، وعرضت في ليدن في عام 2009. في مارس 2010، تم الإبلاغ عن أن الاعتراف بالأهمية الأثرية المحتملة للمنطقة يمكن أن يؤثر على التنمية المستقبلية لمزارع الرياح البحرية. في عام 2019، قدمت قشرة صوان مغطاة جزئيًا بقطران لحاء البتولا تم تجريفها قبالة سواحل هولندا نظرة ثاقبة لتقنية الإنسان البدائي والتطور المعرفي.
في عام 2012، تم عرض نتائج دراسة Doggerland من قبل جامعات برمنغهام، وسانت أندروز، ودندي، وأبردين، بما في ذلك دراسات استقصائية عن القطع الأثرية، في معرض الجمعية الملكية الصيفي في لندن. قال ريتشارد بيتس من جامعة سانت أندروز:
لقد توقعنا لسنوات وجود الأرض المفقودة من العظام التي جرفها الصيادون في جميع أنحاء بحر الشمال، ولكن منذ العمل مع شركات النفط في السنوات القليلة الماضية فقط تمكنا من إعادة إنشاء ما كانت تبدو عليه هذه الأرض المفقودة. .. لقد تمكنا الآن من نمذجة نباتاتها وحيواناتها، وبناء صورة للأشخاص القدامى الذين عاشوا هناك والبدء في فهم بعض الأحداث الدرامية التي غيرت الأرض فيما بعد، بما في ذلك ارتفاع البحر وتسونامي المدمر.
منذ عام 2015، واصل مشروع Lost Frontiers  التابع لجامعة برادفورد في أوروبا رسم خرائط المناظر الطبيعية لما قبل التاريخ في Doggerland واستخدم هذه البيانات لتوجيه برنامج حفر مكثف للقنوات البحرية القديمة. قدمت الرواسب من النوى الحمض النووي الرسوبي بالإضافة إلى البيانات البيئية التقليدية وسيتم استخدامها في برنامج نمذجة حسابية رئيسي يكرر استعمار المناظر الطبيعية المغمورة.
في عام 2019، عثر فريق من العلماء من جامعة برادفورد وجامعة غينت على حجر مطرقة في قاع البحر 25 ميل (40 كـم) قبالة ساحل كرومر، نورفولك، من عمق 32 متر (105 قدم) ، مما قد يشير إلى وجود مستوطنات ما قبل التاريخ.
عثر قاطنو الشواطئ على قطع أثرية قديمة في مواد جرفت من قاع البحر 13 كيلومتر (8.1 ميل) بعيدًا عن الشاطئ وانتشر على الشاطئ الهولندي في عام 2012، كإجراء لحماية السواحل.

## في وسائل الإعلام
- ظهرت المنطقة في حلقة عام 2007 من سلسلة أفلام وثائقية على القناة الرابعة بعنوان «عالم بريطانيا الغارق».[34] [ا] تبعه في عام 2017 «تسونامي العصر الحجري البريطاني»، للتحقيق في تأثير Storegga Slide على الأرض.

## أنظر أيضا
- قائمة الأراضي المفقودة
- قارة مغمورة
- الثقافة المغلموسية
- خندق نرويجي
- الفيضان المفاجئ
- باليوشوريلين
- ويلد أرتوا أنتيكلين